# Масований ракетний обстріл України 16 грудня 2022
16 грудня 2022 року, в ході російського вторгнення в Україну, російські військові завдали чергового масованого ракетного удару по енергетичній інфраструктурі України.
Спочатку ЗСУ повідомляли про запуск по українській критичній інфраструктурі 76 ракет, 60 з яких збила протиповітряна оборона.

## Передумови
Росія продовжила свою «спецоперацію» зі знищення української енергетичної інфраструктури, з метою змусити Україну піти на мирні переговори на своїх умовах. Згідно з офіційною позицією Росії, масований удар 16 грудня був здійснений з метою «припинення бомбардування житлових кварталів та всієї інфраструктури міст Донбасу», однак очевидно, що саме так вона весь час називає правління непідконтрольної їй української влади та спротив України російським загарбницьким діям, що тривають ще з 2014 року.

## Обстріл
З районів Каспійського та Чорного моря противник випустив по Україні 72 крилаті ракети Х-101, Х-22 та «Калібр». Також було запущено чотири керовані ракети повітряного базування Х-59 та Х-31П. Окрім того околиці Харкова та Запоріжжя були обстріляні із систем С-300. Наступного дня Генштаб уточнив, що російська армія за добу випустила 98 ракет і здійснила понад 65 обстрілів з РСЗВ. 
| Регіон                                              | Місце                                               | Ракета                                              | Збито                                               | Влучання, загиблі/поранені                      |
| --------------------------------------------------- | --------------------------------------------------- | --------------------------------------------------- | --------------------------------------------------- | ----------------------------------------------- |
| Харківська обл.                                     | Харківська обл.                                     | 5В55                                                | 0/10                                                | енергетична інфраструктура                      |
| Запорізька обл.                                     | Запорізька обл.                                     | 5В55                                                | 0/21                                                | енергетична інфраструктура, пустир, жертви: 0/0 |
|                                                     |                                                     |                                                     |                                                     |                                                 |
| Київ                                                | Київ                                                | —                                                   | 0/3                                                 | енергетична та цивільна інфраструктура          |
| Київська обл.                                       | Київська обл.                                       | —                                                   | 0/13                                                | енергетична та цивільна інфраструктура          |
| Житомирська обл.                                    | Коростень                                           | —                                                   | 0/13                                                | енергетична та цивільна інфраструктура          |
| Дніпропетровська обл.                               | Дніпропетровська обл.                               | —                                                   | 0/13                                                | енергетична та цивільна інфраструктура          |
| Дніпропетровська обл.                               | Кривий Ріг                                          | —                                                   | 0/13                                                | цивільна інфраструктура, жертви: 5/8            |
|                                                     |                                                     |                                                     |                                                     |                                                 |
| Київ                                                | Київ                                                | —                                                   | 37/37                                               | перехоплено українською ППО                     |
| Вінницька обл.                                      | Вінницька обл.                                      | —                                                   | 6/6                                                 | перехоплено українською ППО                     |
| Дніпропетровська обл.                               | Дніпропетровська обл.                               | —                                                   | 10/10                                               | перехоплено українською ППО                     |
| Миколаївська обл.                                   | Миколаївська обл.                                   | Калібр                                              | 2/2                                                 | перехоплено українською ППО                     |
| Херсонська обл.                                     | Херсонська обл.                                     | Калібр                                              | 3/3                                                 | перехоплено українською ППО                     |
| Харківська обл.                                     | Харківська обл.                                     | —                                                   | 2/2                                                 | перехоплено українською ППО                     |
| Україна загалом (не рахуючи систем С-300)           | Україна загалом (не рахуючи систем С-300)           | Україна загалом (не рахуючи систем С-300)           | 60/76                                               | жертви: 0/0                                     |
| Відсоток перехоплених ракет ППО та іншими засобами: | Відсоток перехоплених ракет ППО та іншими засобами: | Відсоток перехоплених ракет ППО та іншими засобами: | Відсоток перехоплених ракет ППО та іншими засобами: | 79%                                             |
|                                                     |                                                     |                                                     |                                                     |                                                 |
| Волгоградська обл.                                  | Єланський р-н                                       | Х-101                                               | 0/2+                                                | пустир                                          |

### Київ

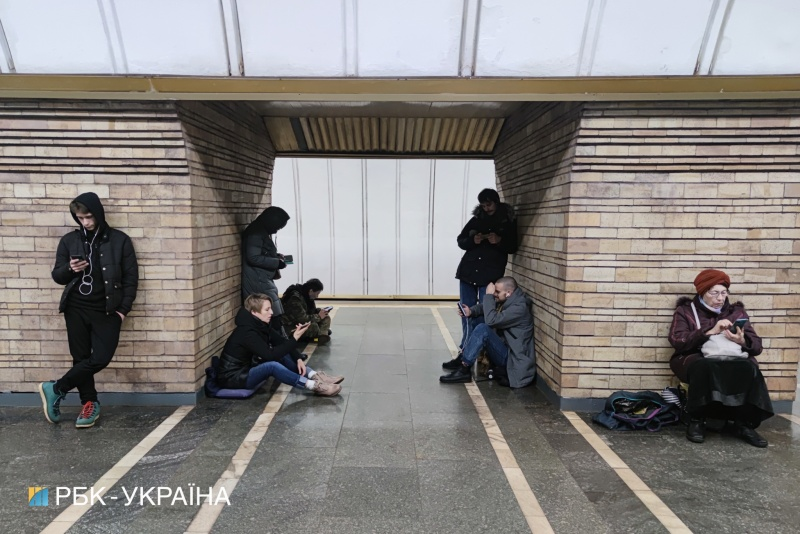
Жителі Києва ховаються в метро

У районі Києва під час масованого удару 16 грудня було зафіксовано понад 40 російських ракет, 37 з яких збили сили протиповітряної оборони. Це була одна з найбільш масованих ракетних атак на столицю України за весь час повномасштабного вторгнення Росії 2022 року.
Вибухи пролунали в Деснянському, Дніпровському, Голосіївському районах. Зафіксовано одного постраждалого в Дніпровському районі.
Через дефіцит електроенергії метро в Києві зупинилося до кінця доби. Більшість будинків Києва залишилася без світла та водопостачання до 17 грудня.
На наземні маршрути замість трамваїв та тролейбусів вивели автобуси. Російські окупанти пошкодили енергооб’єкти ДТЕК Київські електромережі, що живлять один з об’єктів водоканалу та частину жителів Троєщини.

### Київська область
У регіоні пошкоджений об’єкт критичної інфраструктури та дев’ять приватних будинків у різних районах. Через атаку постраждали четверо людей.
Троє вже вдома, ще одна людина залишається в лікарні в стабільному стані. Найскладніша ситуація у Білій Церкві.

### Харківська область
По області окупанти випустили 10 ракет із ЗРК С-300.
Ще дві крилаті ракети збили сили протиповітряної оборони. За даними ОВА, армія РФ влучила в об’єкти критичної інфраструктури Чугуївського району, знеструмивши Харків та область. До 19:00 енергетикам вдалось повернути світло для 85% жителів області. У Харкові підключено 55% абонентів.
До опівночі на Харківщині планують відновити електропостачання повністю.

### Дніпропетровська область

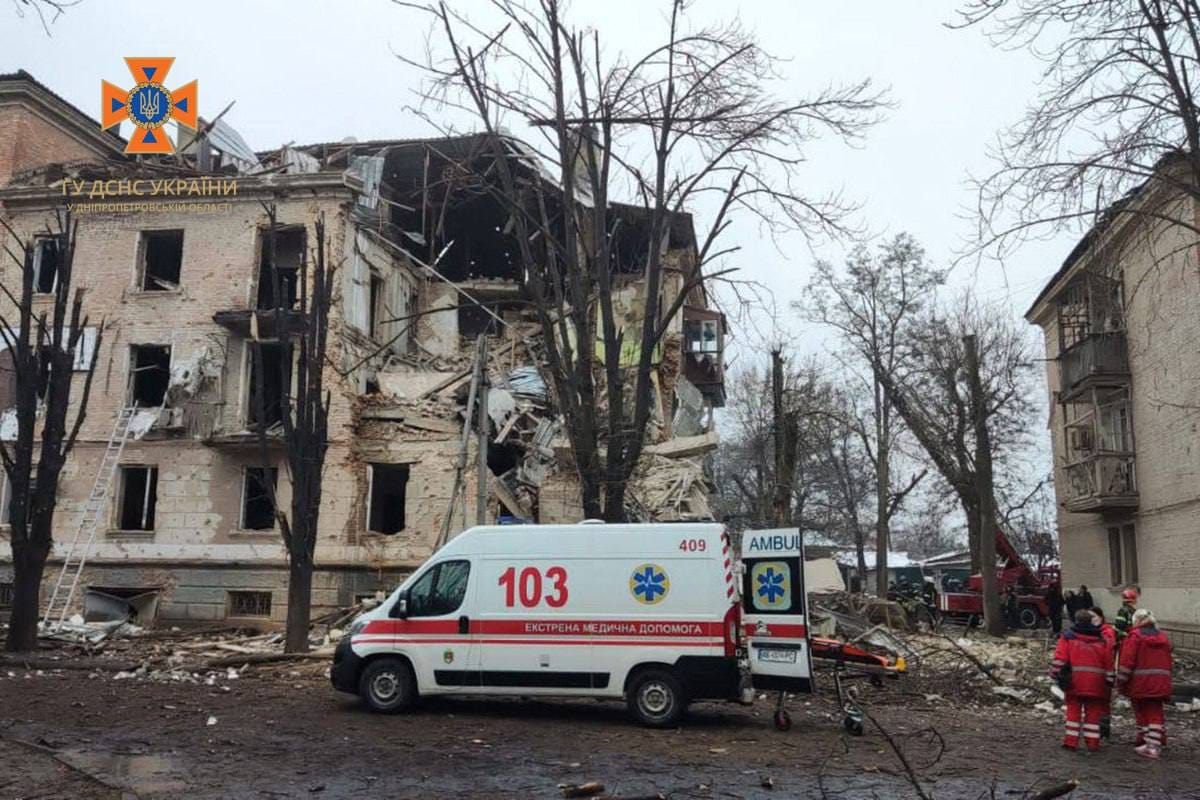
Швидка допомога на місці влучання в Кривому Розі

У Кривому Розі російська ракета влучила в житловий будинок, зруйнувавши під’їзд. Загинула 64-річна жінка, молоде подружжя та їхній маленький син (1,5 роки). 13 людей поранені, зокрема четверо дітей (які перебувають у лікарні).
Крім того, росіяни влучили в об’єкти енергетичної інфраструктури в різних районах області, завдавши серйозних руйнувань. У Нікопольському та Криворізькому районах поранені троє працівників електропідстанцій. Загалом українські захисники збили в небі над Дніпропетровською областю 10 ракет. Область була повністю знеструмлена. Через це в Дніпрі тимчасово зупинився електротранспорт та метро.
Ближче до вечора відновленої потужності в мережі вистачило для мінімального заживлення критичної інфраструктури.
Першочергово енергетики почали підключати лікарні, каналізаційно-насосні станції, водогони, котельні.

### Полтавська область
У Полтавській області також працювала ППО. Відновлення електропостачання після вимушеної зупинки в області почалось орієнтовно о 14:00.
Спочатку почали підключати об’єкти критичної інфраструктури, а вже потім — побутових споживачів.

### Вінницька область
У небі над Вінниччиною було знищено шість ракет повітряного базування типу Х-101, Х-55.

### Херсонська область
Сили Повітряного командування Південь знищили три ракети типу Калібр.

### Миколаївська область
Українські захисники приземлили дві ракети типу Калібр.

### Запорізька область
Лише за пів години російські війська випустили по Запоріжжю та Запорізькому району 21 ракету. Після цього в деяких районах міста зникло світло.
За попередньою інформацією, минулося без жертв та постраждалих.

### Житомирська область
У бік області було випущено дві ракети. Одну з них було збито, у Коростенській громаді зафіксовано влучання в об’єкти інфраструктури.